# Babina adenopleura
Babina adenopleura е вид земноводно от семейство Водни жаби (Ranidae).

## Разпространение
Видът е разпространен в Китай, Провинции в КНР и Тайван.